# Długi Wierch (Kotliny)

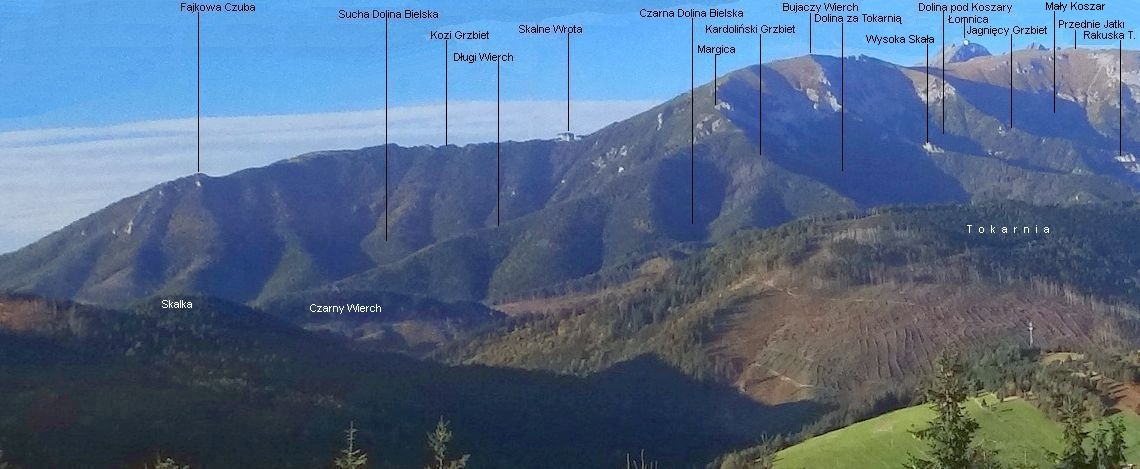
Granie na północnych zboczach Tatr Bielskich. Widok z Magury Spiskiej

Długi Wierch (słow. Dlhý vrch) – część północno-wschodniego grzbietu Bujaczego Wierchu w słowackich Tatrach Bielskich. Zaczyna się na wysokości około 1600 m n.p.m., w miejscu, w którym grań Margicy rozgałęzia się na dwa ramiona; orograficznie lewe to Kardoliński Grzbiet, prawe to Długi Wierch.
Długi Wierch ma długość około 2 km i brak na nim jakichkolwiek kopek czy przełączek. Opada w kierunku wschodnim i kończy się w Kotlinach na wysokości około 790 m. Oddziela Dolinę Suchą od Doliny Czarnej. W zbocza opadające do Doliny Suchej wcina się Lapisdurowy Żleb. Kilka żlebów wcina się także w zbocza opadające do Doliny Czarnej. Długi Wierch jest całkowicie porośnięty lasem. Na stokach opadających do Doliny Suchej jest to głównie las modrzewiowy. W grani od strony tej doliny znajdują się ścianki o wysokości do 20 m. Najwyższa z nich jest Lapisdurowa Kazalnica. Ścianki te porastają przeważnie sosny.
Od Drogi Wolności grzbietem Długiego Wierchu prowadzi nieznakowana ścieżka. Jest to jedna z dróg wyjściowych na Bujaczy Wierch. Kilka ścieżek jest także na jego stokach opadających do Doliny Suchej. Jedna z nich to Dookólna Perć. Cały grzbiet znajduje się na obszarze TANAP-u, a jego południowa część (zbocza Doliny Suchej) są objęte dodatkową ochroną (obszar ochrony ścisłej).